# Parafieberiella olivacea
Parafieberiella olivacea är en insektsart som beskrevs av Dlabola 1974. Parafieberiella olivacea ingår i släktet Parafieberiella och familjen dvärgstritar. Inga underarter finns listade i Catalogue of Life.